# El Póney Pisador

Enseña de la posada con el texto «El Póney Pisador de Cebadilla Mantecona», tal cual se la describe en El Señor de los Anillos.

En el universo imaginario de J. R. R. Tolkien y en la obra El Señor de los Anillos, la posada El Póney Pisador es el principal refugio de los viajeros que siguen los caminos norte-sur y este-oeste que cruzan todo Eriador. Se ubica en el corazón de la pequeña aldea de Bree y su dueño, a finales de la Tercera Edad, era el popular Cebadilla Mantecona, al que ayudaban los hobbits Bob y Nob.
Ubicada sobre la colina de Bree su frente miraba al camino principal. Era una casa de tres pisos y dos alas separadas por un patio, tenía además numerosas ventanas. 
Parte de la posada había sido excavada en la colina, tanto que, en su Ala Norte, las ventanas del segundo piso estaban al ras del suelo. Esta ala había sido acondicionada para huéspedes hobbits, puesto que había enseres de la talla de éstos y ventanas redondas. El Ala Sur quedaba un poco más elevada, y en un lugar anexo a esta se ubicaban las caballerizas y los depósitos.
Una gran arcada señalaba la fachada de la posada, y justo debajo de la parte más alta de la arcada se encontraba un cartel, iluminado por la luz de un farol, que tenía un encabritado poni blanco. Traspuesta esta y ya en el patio divisorio, a la izquierda se hallaba una gran puerta de madera, sobre algunos escalones anchos, que señalaba el principal ingreso; en su parte superior un cartel rezaba «El Póney Pisador de Cebadilla Mantecona».
En su interior había un enorme salón común, con innumerables faroles colgados de las vigas del techo y un gran hogar a leña sobre la pared oeste de la sala. Traspuesta esta, un largo pasillo conducía al interior de la posada, pero muy cerca se encontraban los primeros dormitorios y una pequeña salita reservada para el primer momento de descanso de los viajeros, con un pequeño hogar y mesas y sillas.
Allí llegaron Frodo Bolsón y los otros hobbits en busca de Gandalf luego de su terrible experiencia con los Tumularios. Mantecona los alojó primero en la salita de descanso para que se recuperaran del cansancio y tomaran sus primeras comidas; luego les mostró los cuartos que estaban, al parecer, más alejados de la sala, adentrándose en el pasillo, sobre el Ala Norte. 
En el salón común, Frodo, temiendo que la borrachera de Pippin delatara su condición de Portador del Anillo, se subió arriba de una mesa y entonó una canción, como para distraer la atención, con tan mala suerte o por culpa de una jugarreta del Anillo Único que cayó de la mesa, y en su caída el Anillo se le deslizó en el dedo y desapareció ante el asombro de los presentes, protagonizando un escándalo público que daría que hablar en el poblado durante largo tiempo. Por esta infortunada acción Frodo conoció a Aragorn, pero también guio a los Espectros del Anillo hacia la posada. Numerosos espías de Zarquino como Bill Helechal o los sospechosos sureños dan cuenta de este hecho, que a posteriori serviría como prueba final para los Nazgûl de atacar la taberna. 
Una carta dejada por Gandalf a Cebadilla en la que se les indicaba a los Hobbits quién era Trancos, terminó con la inicial desconfianza hacia este personaje. Más tarde, la rápida y decidida acción de Aragorn salvaría a Frodo del ataque de los Jinetes Negros, al hacerlo dormir en otra habitación distinta a la asignada. Al día siguiente, y cuando se preparaban para partir, descubren que les habían robado los ponis con los que se trasladaban; pero Mantecona les consigue a Bill, el poni de Bill Helechal, quien acompañaría a la Compañía en gran parte de sus hazañas.
Poco tiempo después y tras la partida de Aragorn y los cuatro hobbits, Gandalf llega a El Póney Pisador y, al enterarse cómo habían resultado los acontecimientos, es tal la alegría del Istari que bendice la cerveza de Mantecona con siete años de excepcional cosecha.
Después de la hazaña del Portador del Anillo, Gandalf y los hobbits vuelven a la taberna de El Póney Pisador, en donde no sólo recuperan los cuatro ponis robados, sino también a Bill, que había vuelto por sus propios medios a Bree, para gran alegría de Sam Gamyi. Luego de un corto lapso de tiempo los hobbits se despiden de Gandalf y de Cebadilla, para retornar a La Comarca.
- Datos: Q3792891